# François Briot
François Briot (Damblain, 1550 – Montbéliard, 1616) è stato un medaglista e incisore francese.

## Biografia

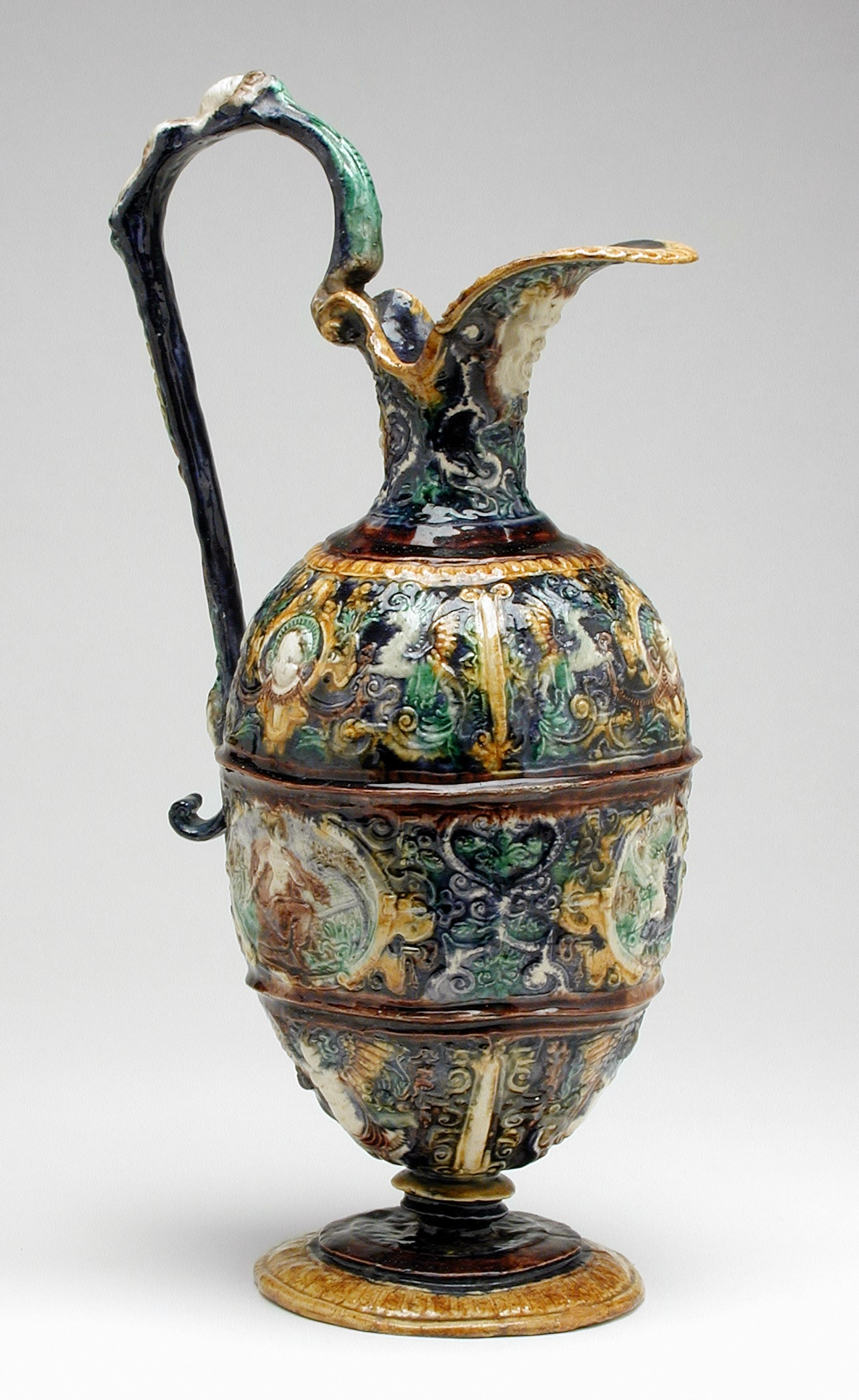
Brocca con decorazioni grottesche e con le virtù cardinali, Fede, speranza e carità, in esposizione al Los Angeles County Museum of Art

François Briot appartenne ad una famiglia di medaglisti francesi, della quale fu il capostipite.
Durante la sua carriera ottenne la carica di incisore ufficiale del duca di Montbéliard, Federico I, duca del Württemberg.
Tra le sue opere più importanti si può menzionare un'anfora con sottostante un piatto d'argento, dove sono incise le figurazioni allegoriche delle virtù teologali, delle arti liberali e di Minerva, che è una delle più raffinate espressioni dell'orificeria francese del Rinascimento.
Questa opera è in mostra permanente al Museo del Louvre.
Di rilievo anche la brocca con decorazioni grottesche e con le virtù cardinali, Fede, speranza e carità, in esposizione al Los Angeles County Museum of Art.
Non sicurissime appaiono invece le altre attribuzioni riguardanti opere di stile similare, conservate in numerosi musei, tra i quali il Metropolitan Museum of Art.
François Briot fu lo zio di Nicolas Briot che visse con lui a Montbéliard dal 1601 e di Isaac Briot.
Del primo si ricorda l'invenzione di una macchina a bilanciere che prese il posto della tecnica artigianale della battitura col martello nella coniazione delle monete, dopo di che eseguì numerose monete molto apprezzate, raffuguranti importanti personaggi dell'epoca di Luigi III di Francia.
Del secondo nipote di Briot è noto che nel 1625 divenne direttore della zecca; inoltre fu editore di stampe, tra le quali si ricordano due raccolte di costumi disegnati da Jean de Saint-Igny, che si dimostrarono una fonte preziosa per la conoscenza dei gusti dell'epoca.

## Opere
- Brocca con decorazioni grottesche e con le virtù cardinali, Fede, speranza e carità, al Los Angeles County Museum of Art;
- Anfora con sottostante un piatto d'argento, dove sono incise le figurazioni allegoriche delle virtù teologali, delle arti liberali e di Minerva, al Museo del Louvre;
- Bacino raffigurante La temperanza;
- Peltro fuso e cesellato, al Musée des Arts décoratifs di Lione.

François Briot
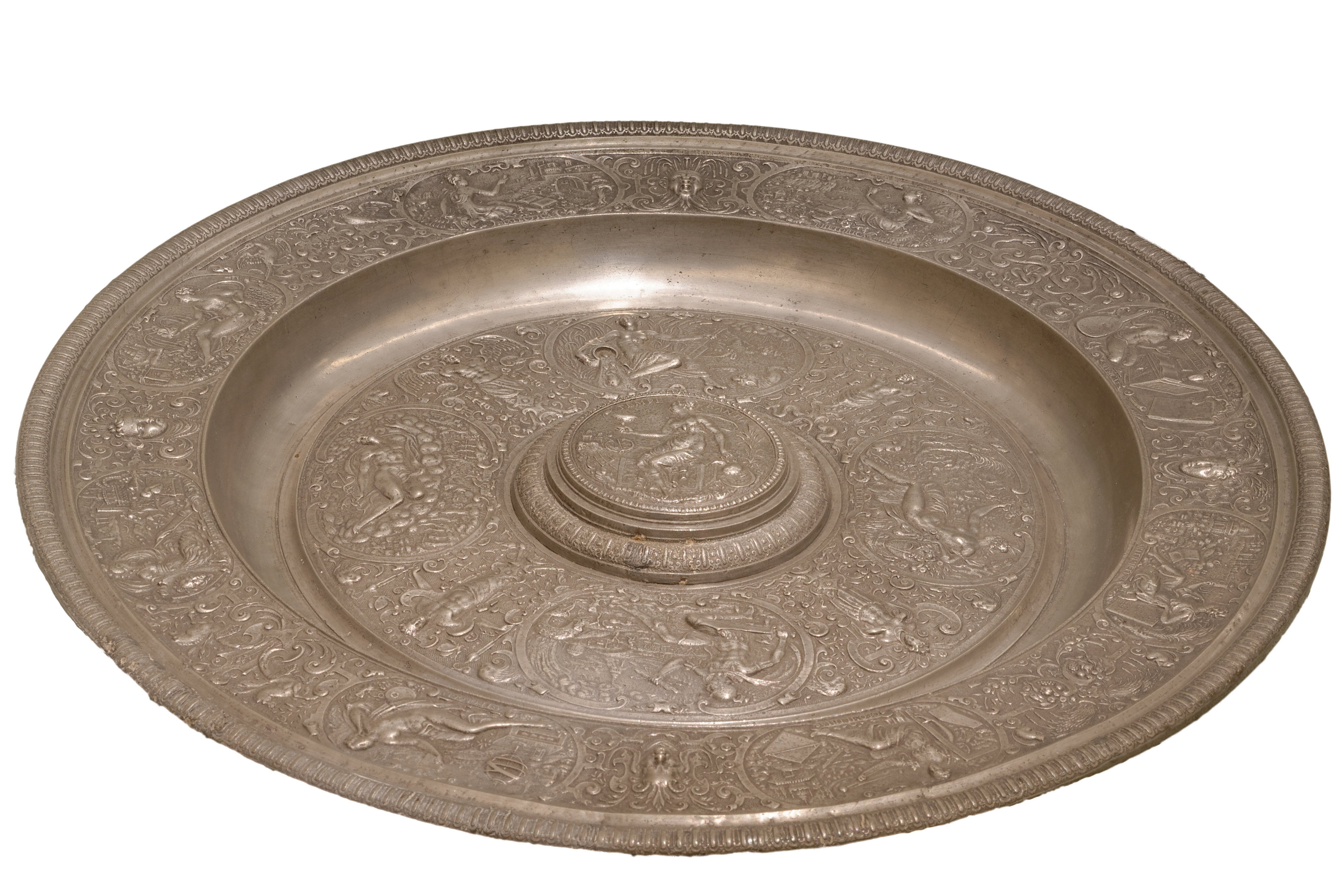
Bacino raffigurante La temperanza
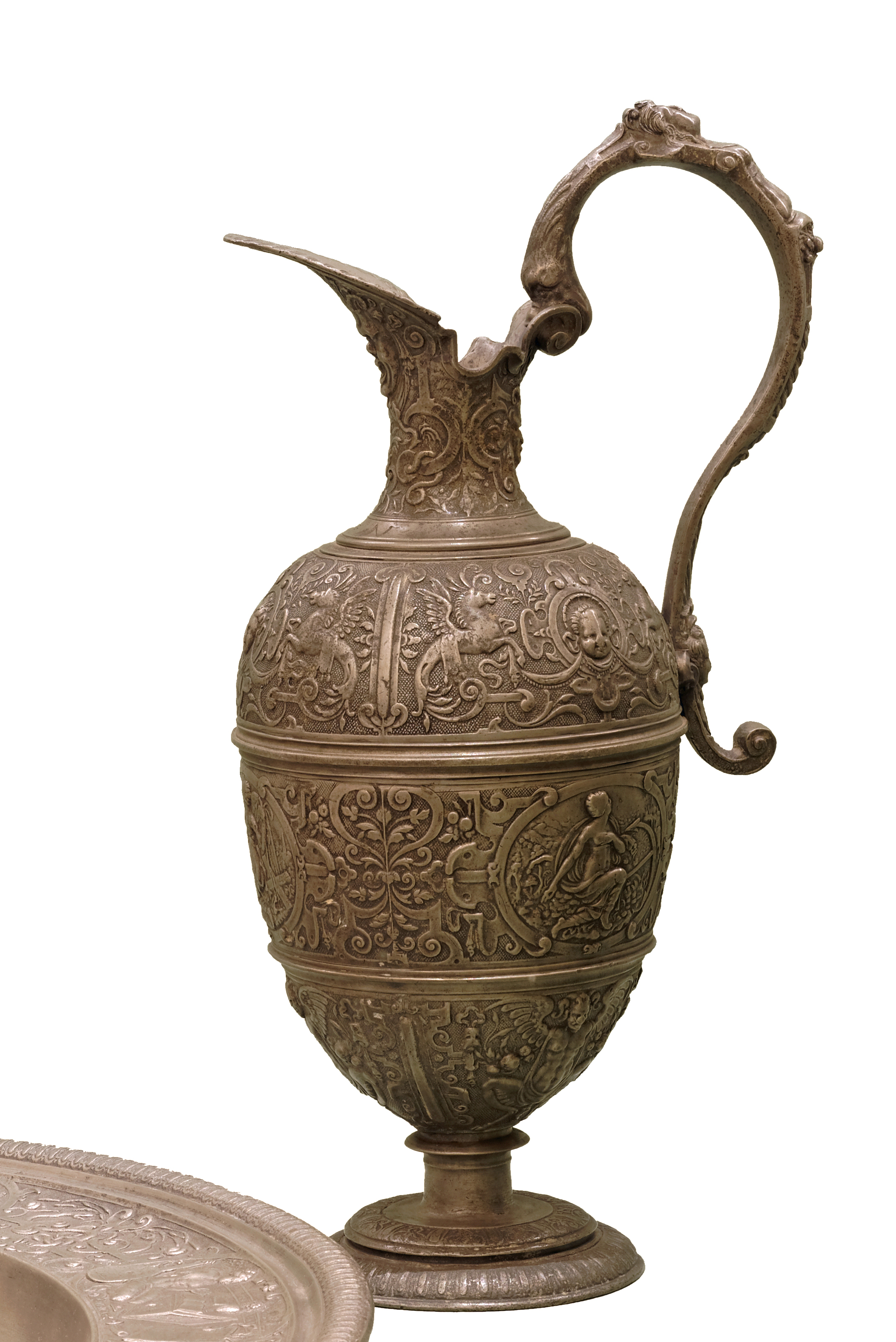
Peltro fuso e cesellato, Lione Musée des Arts décoratifs